# Musikvurmen
Musikvurmen (La Mèlomanie) är en komisk opera i en akt med musik av Stanislas Champein och libretto av Grenier.

## Sverigepremiär
Operan översattes till svenska av Carl Envallsson. Den uruppfördes i Sverige den 15 december 1796 på Arsenalsteatern i Stockholm. Operan framfördes 56 gånger på Arsenalsteatern mellan 1796 och 1820. Mellan 1799 och 1834 framfördes operan 9 gånger på Gustavianska operahuset.

### Personer
| Roller                           | Stämma | Sverigepremiär den 15 december 1796 (Dirigent: -) |
| -------------------------------- | ------ | ------------------------------------------------- |
| Borgman, senare kallad Geronte   |        | Johan Fredrik Wikström                            |
| Strömbeck, senare kallad Crispin |        | Carl Gustaf Lindström                             |
| Wilhelm                          |        | Carolina Kuhlman                                  |
| Casper, senare kallad Clairvil   |        | J. N. Frodelius                                   |
| Sophie                           |        | Teresa Vandoni                                    |
| Lisette                          |        | Jeanette Wässelius                                |
| En notarie                       |        | Sofia Frodelius                                   |